# Кривобузанский сельсовет
Кривобуза́нский се́льсове́т — упразднённые административно-территориальная единица и муниципальное образование (сельское поселение) в составе Красноярского района Астраханской области России.
Административный центр — село Кривой Бузан.

## Географическое положение
Сельсовет расположен северо-западнее реки Бузан от точки пересечения муниципального образования «Ватаженский сельсовет» и муниципального образования «Село Черёмуха», юго-западнее от районного центра с.Красный Яр на расстоянии 21 км, и граничит на юге с Володарским районом, на востоке с Республикой Казахстан, на северо-западе с муниципальным образованием «Ватаженский сельсовет», на западе с муниципальным образованием «Село Черёмуха».
Площадь сельсовета составляет 11358 га, из них земли: сельскохозяйственного назначения — 9826 га, поселений — 383 га, промышленности и иного специального назначения — 39 га, лесного фонда — 381 га, водного фонда — 729 га. Земли характеризуются Бэровскими буграми, солончаковыми межбугровыми понижениями в сухих местах и ильменями в зонах, сообщающихся с ериками (Верхняя Сухая, Критяк, Долгий, Тепленок, Протаска, Окунячий). Климат резко континентальный с жарким сухим летом, холодной и малоснежной зимой, самый жаркий месяц — июль. Абсолютный максимум 42 градуса. Самый холодный период январь-февраль с абсолютным минимумом −40 градусов.
Ближайшая железнодорожная станция — ст. Дельта Приволжской железной дороги (55 км), ближайшая автодорога — Астрахань — Караозек (3 км).

## История
В 2016 году Кривобузанский сельсовет  был упразднён и вместе с сельским поселением село Караозек влиты в Ватаженский сельсовет с административным центром в селе Ватажное.

## Население
| 2010 | 2012  | 2013  | 2014  | 2015  | 2016  |
| ---- | ----- | ----- | ----- | ----- | ----- |
| 1760 | ↗1788 | ↗1799 | ↗1817 | ↘1810 | ↘1802 |

Население — 1843 человека, в том числе: мужчин — 944, женщин — 899.
Национальный состав: казахи — 1653 (89,7%), русские — 177, азербайджанцы — 5, армяне, белорусы, грузины, таджики, татары, узбеки, украинцы, хакасы — 1.

## Состав
В состав сельсовета входят следующие населённые пункты:
| Населённый пункт    | Население, человек (2010) | Количество хозяйств | Расстояние до административного центра, км |
| ------------------- | ------------------------- | ------------------- | ------------------------------------------ |
| Кривой Бузан, село  | ↘758                      | 245                 | 21                                         |
| Пушкино, посёлок    | ↘329                      | 75                  | 22                                         |
| Долгинский, посёлок | ↘92                       | 23                  | 28                                         |
| Бакланье, село      | ↘581                      | 140                 | 38                                         |

## Хозяйство
Основная отрасль экономики сельсовета — сельское хозяйство. Поголовье скота и птицы на 3 квартал 2011 года, голов: крупный рогатый скот — 2323, овцы и козы — 2800, птица всех видов и возрастов — 1200, лошади — 300.

## Объекты социальной сферы
Образование в сельсовете представлено МБОУ «Кривобузанская ООШ» (86 учащихся) и МБОУ «Бакланская ООШ имени Мурзагалиева А. М.», культура и досуг — Домом культуры и библиотекой в с. Кривой Бузан и Социально-культурным центром и библиотекой в с. Бакланье, здравоохранение — фельдшерско-акушерскими пунктами в с. Кривой Бузан и с. Бакланье, религия — молельным домом и мечетью в с. Кривой Бузан.